# Bad Windsheim
Bad Windsheim er en by i i den mittelfrankiske Landkreis Neustadt an der Aisch-Bad Windsheim i den tyske delstat Bayern. Den ligger vest for Nürnberg ved floden Aisch. Det er en kurby, med mineralholdige kilder, der også udnyttes af nogle mineralvandsfirmaer.

## Geografi
Nabokommuner er (med uret, fra nord):
| - 1 Sugenheim - 4 Trautskirchen - 7 Burgbernheim | - 2 Ipsheim - 5 Obernzenn - 8 Ergersheim | - 3 Markt Erlbach - 6 Illesheim - 9 Markt Nordheim. |

Derudover grænser det kommunefri, gemeindefreie Gebiet Osing til kommunen.

### Inddeling
| - Berolzheim - Humprechtsau - Ickelheim - Külsheim - Lenkersheim | - Oberntief - Unterntief - Rüdisbronn - Wiebelsheim - Erkenbrechtshofen |

### Trafik
Bad Windsheim ligger ved den stærkt trafikerede B 470 og ved jernbanen Neustadt (Aisch)–Steinach bei Rothenburg, der i Neustadt an der Aisch møder jernbanen Nürnberg – Würzburg og i Steinach bei Rothenburg møder Treuchtlingen – Würzburg jernbanen.